# Еврейское колонизационное общество
Евре́йское колонизацио́нное о́бщество (ЕКО; англ. Jewish Colonization Association) — еврейская международная благотворительная организация.

## История
Основано в сентябре 1891 года в Лондоне бароном Морисом де Гиршем с целью «Помогать эмиграции евреев из любых частей Европы или Азии, и в первую очередь, из стран, где они подвергаются специальному налогообложению, политическим или другим ограничениям, в любые другие части света, основывать колонии в различных частях Северной и Южной Америки для сельскохозяйственных, торговых и других целей».
В 1892 году в Петербурге было открыто отделение Еврейского колонизационного общества во главе с бароном Горацием Гинцбургом. ЕКО основало несколько десятков еврейских сельскохозяйственных колоний, в основном, в Аргентине и Канаде. Проект создания сельских колоний не увенчался особым успехом. Большинство евреев-переселенцев предпочитало селиться в городах, а не ехать в сельскую местность.
После смерти Мориса де Гирша, характер деятельности Еврейского колонизационного общества расширился. Собрание деятелей ЕКО в Париже в 1896 решило не только содействовать переселению евреев, но также помогать развитию земледелия и ремесел там, где евреи уже жили (в основном в России, Австрийской Галиции и Румынии).
До 1914 г. Еврейское колонизационное общество совместно с ОРТ создало либо финансировало около 40 технических и сельскохозяйственных школ в России. Инструкторы ЕКО, работавшие в еврейских земледельческих поселениях в России, помогали совершенствовать методы ведения сельского хозяйства, вводили новые культуры, создавали кооперативы. Создавались ссудно-сберегательные кассы для помощи евреям.
В 1899 году барон Эдмон де Ротшильд передал под «юрисдикцию» ЕКО земледельческие колонии в Палестине, основанные на выкупленной им земле. В 1923 году они были переданы в основанное Ротшильдом Палестинское еврейское колонизационное общество.
После Первой мировой войны масштабы деятельности ЕКО сократились.
В Москве отделение ЕКО существовало на Арбате по адресу Карманицкий переулок дом 3. Одной из функцией являлась помощь в воссоединении связей между еврейскими семьями в СССР и за границей. В мае 1938 года в СССР были закрыты представительства Агро-Джойнта, ОРТа и ЕКО.